# Malé Hoste
Malé Hoste (bis 1927 slowakisch „Malé Hostie“; deutsch Kleinhoste, ungarisch Kisvendég) ist eine Gemeinde im Westen der Slowakei mit 403 Einwohnern (Stand 31. Dezember 2024), die zum Okres Bánovce nad Bebravou, einem Teil des Trenčiansky kraj, gehört.

## Geographie
Die Gemeinde befindet sich im Nordwestteil des Hügellands Nitrianska pahorkatina am Fuße des Gebirges Považský Inovec am Mittellauf des Baches Livina im Einzugsgebiet der Bebrava. Das Ortszentrum liegt auf einer Höhe von 276 m n.m. und ist 12 Kilometer von Bánovce nad Bebravou entfernt.
Nachbargemeinden sind Zlatníky und Cimenná im Norden, Veľké Držkovce im Nordosten, Pochabany im Osten und Süden und Nemečky im Westen.

## Geschichte
Malé Hoste wurde zum ersten Mal 1329 als Wendegy schriftlich erwähnt und war ursprünglich Besitz des Bans Becsend aus dem Geschlecht Hont-Pázmány. Im 16. Jahrhundert wurde das Dorf Bestandteil des Herrschaftsgebiets von Topoltschan und im 17. Jahrhundert des Herrschaftsgebiets von Tovarníky. 1715 wohnten 12 Haushalte im Ort, 1828 zählte man 48 Häuser und 263 Einwohner, die als Landwirte und Stellmacher beschäftigt waren.
Bis 1918 gehörte der im Komitat Neutra liegende Ort zum Königreich Ungarn und kam danach zur Tschechoslowakei beziehungsweise heute Slowakei.

## Bevölkerung
| Jahr                | 1994 | 2004    | 2014    | 2024    |
| ------------------- | ---- | ------- | ------- | ------- |
| Anzahl der Personen | 434  | 449     | 416     | 403     |
| Unterschied         |      | +3,45 % | −7,34 % | −3,12 % |

| Jahr                | 2023 | 2024    |
| ------------------- | ---- | ------- |
| Anzahl der Personen | 402  | 403     |
| Unterschied         |      | +0,24 % |

Nach der Volkszählung 2011 wohnten in Malé Hoste 436 Einwohner, davon 428 Slowaken und zwei Tschechen. Sechs Einwohner machten keine Angabe zur Ethnie.
408 Einwohner bekannten sich zur römisch-katholischen Kirche, acht Einwohner zur Evangelischen Kirche A. B., vier Einwohner zur altkatholischen Kirche und ein Einwohner zu einer anderen Konfession. Neun Einwohner waren konfessionslos und bei sechs Einwohnern wurde die Konfession nicht ermittelt.

## Bauwerke und Denkmäler
- römisch-katholische Martinskirche im Barockstil aus dem Jahr 1787